# Michal Macek (fotbalista)
Michal Macek (19. ledna 1981) je český fotbalový záložník a bývalý mládežnický reprezentant, který momentálně působí v českém klubu FC Graffin Vlašim. Mimo ČR hrál v Irsku.

## Klubová kariéra
Fotbalista z Příbrami hrál za reprezentační jedenadvacítku, ale do sestavy Příbrami se těžko prosazoval. Proto byl poslán na hostování do Drnovic, kde ale nedostal moc příležitostí. V létě 2003 přestoupil do Mostu.

## Reprezentační kariéra
Macek působil v mládežnických reprezentačních výběrech České republiky od kategorie do 16 let.
Zúčastnil se Mistrovství světa ve fotbale hráčů do 20 let 2001 v Argentině, kde ČR prohrála ve čtvrtfinále 0:1 s Paraguayí.
V roce 2001 nastoupil k jednomu utkání za českou reprezentaci do 21 let, šlo o domácí přátelské střetnutí s Belgií (vysoká výhra 7:0), Macek vstřelil dva góly.

### Reprezentační góly
Góly Michala Macka v české reprezentaci do 21 let
| Gól | Datum       | Stadion                    | Soupeř | Skóre (min.) | Výsledek | Soutěž          |
| --- | ----------- | -------------------------- | ------ | ------------ | -------- | --------------- |
| 010 | 24. 4. 2001 | Na Litavce, Příbram, Česko | Belgie | 05:00 (85.)  | 7:0      | přátelský zápas |
| 02  | 24. 4. 2001 | Na Litavce, Příbram, Česko | Belgie | 06:00 (88.)  | 7:0      | přátelský zápas |